# 박수범 (1960년)
박수범(朴壽範, 1960년 8월 15일 ~ )는 대한민국의 정치인이다. 제11대 대덕구청장을 역임했다.

## 학력
- 대전삼성초등학교 졸업
- 대전대성중학교 졸업
- 충남기계공업고등학교 졸업
- 대전공업전문대학교 학사
- 한남대학교 행정학 학사
- 한남대학교 행정복지대학원 정치학 석사

## 경력
- 1998.7 ~ 2002.6 제3대 대전광역시 대덕구의회 의원
  - 제3대 대전광역시 대덕구의회 의장
- 2002.7 ~ 2006.6 제4대 대전광역시 대덕구의회 의원
- 2006.7 ~ 2010.6 제5대 대전광역시의회 의원(대덕구 제2선거구)
  - 제5대 대전광역시의회 운영위원장
- 2010.7 ~ 2014.3 제6대 대전광역시의회 의원(대덕구 제2선거구)
- 제18대 박근혜 대통령선거 중앙선거대책위원회 조직특보
- 국민행복운동 대덕구 지회장
- 대전희망포럼 대덕구 지회장
- 2014.7 ~ 2018.6 제11대 민선 6기 대전광역시 대덕구청장(새누리당)
- 대전 회덕농협 조합장

## 역대 선거 결과
|  | 55.38% |

|  | 57.31% |

|  | 43.92% |

|  | 25.96% |

|  | 46.49% |

|  | 42.14% |